# وحی
وحی در لغت به هر نوع القای آگاهی نظیر اشاره، آواز، الهام، رؤیا، وسوسه، کتابت و… اطلاق می‌گردد. مخفیانه بودن و سرعت نیز در بعضی از استعمالات وحی لحاظ گشته‌است.
در اصطلاح مفسران قرآن و دانشمندان علوم قرآنی، وحی ارتباطی معنوی است که برای پیامبران الهی، جهت دریافت پیام آسمانی از راه اتصال به غیب برقرار می‌شود. پیامبر، گیرنده‌ای است که پیام را به واسطه همین ارتباط و اتصال (وحی) دریافت می‌کند.

در این ارتباط، گاه واسطه‌ای در کار است و گاهی بدون هیچ واسطه‌ای، انتقال پیام انجام می‌شود. این فرایند که در اصطلاح علم کلام، وحی تشریعی و رسالی نامیده می‌شود، مخصوص پیامبران است و با الهام و تحدیث تفاوت دارد. در دوره معاصر، این بحث مورد توجه متفکران قرار گرفته‌است و تحلیل‌های جدیدی از فرایند وحی ارائه شده‌است که بیشتر بر اساس تجربه دینی است.
وحی بر رسولان و پیامبران به دو گونه است:
- سخن گفتن از آن سوی حجاب الهی با فرستادن جبرئیل.
- القا در قلب، یعنی شیوه الهام یا رؤیای صادقه.

## واژه‌شناسی
وحی از نظر واژگان، به معنای اشاره سریع، پر سرعت و القای پنهانی مطلبی به دیگران آمده‌است.
در اصطلاح دینی، ارتباطی معنوی بین شخص پیامبر با عالم غیب است و در آن، پیام خداوند به پیامبر منتقل می‌شود. نتیجه این فرایند، آگاهی قطعی‌ای است که از ناحیه خداوند، به برخی از انسان‌های برگزیده عطا می‌شود.

## وحی در قرآن

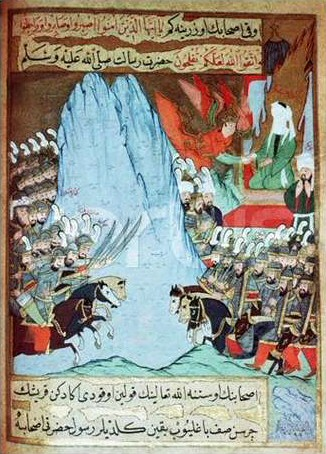
وحی در هنگام نبرد از جبرئیل فرشته به محمد پیامبر.

واژه وحی در قرآن به معناهای زیر به کار رفته‌است:
- الهام فطری به انسان، همانند الهام به مادر موسی که فرزندش را به رود نیل بیندازد. (سوره قصص، آیه ۷)
- الهام غریزی به حیوانات، همانند الهام به زنبور عسل (سوره نحل، آیه ۶۸)
- فرمان به جمادات، همانند فرمان دادن به زمین در آستانه روز قیامت (سوره زلزال، آیه ۵)
- وسوسه شیطانی (سوره انعام، آیه ۱۱۲)
- اشاره سریع، (سوره مریم، آیه ۱۱)
- خبردادن و آگاهیدن (سوره آل عمران، آیه ۴۴)
- رویا؛ همانند رؤیای ابراهیم دربارهٔ ذبح فرزندش.
- تشریعی؛ این قسمت از وحی مخصوص پیامبران است.

بنابر دیدگاه نصر حامد ابوزید کلمه «وحی» در زبان قرآن یک واژه اساسی و یک مفهوم اصلی برای حکایتگری از «نص» و «متن» است. البته در زبان قرآن اسامی دیگری مثل «قرآن، ذکر، کتاب» وجود دارد که اسمی برای متن و نص قرآنی است. اما اسم «وحی» نسبت به سایر اسامی مثل کتاب و ذکر از نظر معنا وسیعتر و گسترده‌تر است؛ و احتمالاً واژه «وحی» همه معانی آن‌ها را دربردارد.